# Irma Journalen 1957
Irma Journalen 1957 er en dansk dokumentarfilm om supermarkedskæden Irma fra 1957.

## Handling
Reportage fra en stort anlagt fest med underholdning. Sporvejskampagne for Blå Irma kaffe. Butiksåbninger i Hovedstadsområdet og Sønderjylland, hvor Hans W. Petersen deltager.

## Medvirkende
- Sejr Volmer-Sørensen
- Hans W. Petersen
- Børge Olsen